# 鄭哀公
鄭哀公（?—前455年），姓姬，名易，鄭國第二十一任君主，鄭聲公之子，在位8年。前455年郑人杀死哀公，立聲公弟丑，是為鄭共公。
| 前任： 父鄭聲公 | 郑国君主 前463年—前455年 | 繼任： 叔鄭共公 |